# Zef
Zef es una contracultura proveniente de Sudáfrica.

## Origen del término
La palabra zef deriva del afrikáans, que se podría traducir como "común". Jack Parow, en una entrevista, describe el movimiento: "Es como un poco lujoso, pero lo contrario de lujoso."
Se diferencia del slang australiano bogan (término generalmente peyorativo o autocrítico, para una persona que se reconoce como un poco sofisticado o alguien con limitada educación, lenguaje, vestimenta y actitud), y el término británico chav (estereotipo y peyorativo que describe a una subcultura de clase obrera), ya que es sobre todo un término positivo utilizado para describirse a sí mismo, en lugar de un término despectivo para alguien más. Tampoco es típico de las clases más pobres de la sociedad, sino mejor dicho una subcultura de clase media-baja de gente blanca, aunque glorifica cosas baratas.
La palabra "zef" es una contracción del nombre del automóvil Ford Zephyr que fue popular a nivel mundial desde los años 1950 y 1970. En el sur de África, estos coches eran de propiedad a menudo por la clase obrera, especialmente de las áreas Rand del Este y Rand del Oeste en Johannesburgo (debido a la actividad minera de oro y el aumento de éste después de que se desacoplase el precio fijo de 30 dólares por onza de oro fino). Un conductor promedio de Zephyr, aunque económicamente cómodo en los años '70, seguía siendo en general más de una clase obrera que de élite o un fondo de alto nivel educacional, entonces los propietarios de estos coches se les dio la descripción peyorativa de ser "zef" (propietario de Zephyr) por los de clase media y sudafricanos adinerados.

## Música zef y cultura
Die Antwoord, grupo sudafricano, describieron el término como su estilo musical: 

"zef es la gente que se tunea el coche: eres pobre, pero eres lujoso, tienes tu propio estilo, eres sexy" [...] "para nosotros, el significado de 'zef' cambia constantemente. Significa ser punk, futurista, indestructible, que eres lo opuesto a una víctima, que puedes hacer lo que quieras, que no te importa lo que digan los demás... todo eso es 'zef'"

Al igual que la pregunta "¿Qué es el hip-hop?" puede generar un acalorado debate, por lo que se puede preguntar "¿Qué es la música zef?". El término está evolucionando en su uso, sobre todo porque es nuevo. Lo que significaba zef en 2005 (pre-Die Antwoord) probablemente es diferente de lo que significa en 2010 (post-Die Antwoord) y probablemente lo que signifique en 2020.
Ninja tiene una visión optimista de lo que es zef en la música. En una entrevista realizada en enero de 2011, Ninja respondió a la controversia que surgía desde su reclamación zef que representa a Sudáfrica. Los críticos sugieren que podría ser más bien sólo una representación de los sudafricanos blancos.
Comentó que el racismo es algo obsoleto y una cosa del pasado para los sudafricanos. Observó que las culturas "están muy fusionadas", y que el fin del apartheid "no es una fusión armoniosa". Previamente agregó "es un tipo de trabajo en una forma disfuncional". Él sugiere por el promedio sudafricano, que la interrogante de su raza es discutible. Afirma que esta controversia se basa en las percepciones antiguas del mundo sobre Sudáfrica. Si bien Sudáfrica ha estado cambiando durante más de treinta años, la percepción internacional no lo ha hecho.